# Нагаминэ, Сёсин
Сёсин Нагаминэ (長嶺 将真, Nagamine Shōshin, 15 июля 1907, г.Наха, Окинава – 2 ноября 1997) - мастер окинавского карате, основатель стиля карате Мацубаяси-рю, а также солдат, полицейский, мэр города Наха, режиссер театральных постановок, писатель. 

## Карьера в каратэ
Начал заниматься каратэ в 17 лет. Учителями Нагаминэ в разное время были Анкичи Аракаки, Тётоку Кьян и Тёки Мотобу. В мае 1940 года Нагаминэ был удостоен титула Рэнси (錬士) от Дай Ниппон Бутокукай. После окончания войны открыл в июле 1947 года свое додзё в г.Наха, которое назвал "Matsubayashi-ryu Kododan Karate", от которого пошло название стиля Matsubayashi-ryu (松林流), который преподавал Нагаминэ.

## Писатель
Нагаминэ написал две книги на японском языке: Shijitsu-to Dentoo-mamoru-Okinawa-Karatedo ("Сущность окинавского карате-до") и "Предания о великих окинавских мастерах". Книга "Сущность окинавского карате-до", которая переиздавалась множество раз, была издана на английском языке в 1976 году под названием "The Essence of Okinawan Karate-Do". Она была переведена на английский язык учеником Нагаминэ Кацухико Синзато. Книга "Предания о великих окинавских мастерах" была переведена на английский язык Патриком МакКарти и опубликована в 2000 году издательством Tuttle.

## Книги
- (1998) Nagamine, Shoshin: The Essence of Okinawan Karate-Do (ISBN 0804821100) (англ.)
- (2000) Nagamine, Shoshin: Tales of Okinawa's Great Masters (ISBN 0804820899) (англ.)